# Ривелино
Роберто Ривелино (порт. Roberto Rivellino; Сао Пауло, 1. јануар 1946) бивши је бразилски фудбалер.
Почео је као играч футсала. Ривелино је дете италијанских досељеника у Бразил. Фудбалску каријеру започео је у бразилском клубу Коринтијанс за који је играо од 1965. до 1974. У 471. наступу постигао је 141 гол. Био је веома популаран код навијача, све до 1973. и утакмице против Палмеираса, када га је јавност прогласила кривцем за пораз. Након тога је прешао у Флуминенсе у којем је играо до краја седамдесетих. Каријеру је завршио у Саудијској Арабији 1981. године.
За бразилску фудбалску репрезентацију играо је од 1965. до 1978. У 92 наступа постигао је 26 голова. Дао је 3 гола на Светском првенству 1970. у Мексику, када је Бразил био првак и био је један од кључних играча. Наступио је и на следећа два светска првенства на којима је Бразил био трећи и четврти. Поводом 100. година ФИФЕ 2004, Пеле је саставио списак 125 највећих фудбалера на којем је изабрао и Ривелиња.
Након завршетка каријере ради као фудбалски коментатор на бразилској телевизији.